# Coelogyne pandurata
Coelogyne pandurata é uma espécie de orquídea (Orchidaceae) do Sudeste Asiático.